# Ngercheu
Ngercheu, auch Ngeroi oder Carp Island genannt, ist eine kleine Insel im westlichen Pazifischen Ozean; sie gehört geographisch zu den Palauinseln und politisch zum Verwaltungsgebiet Peleliu der Inselrepublik Palau. Die Insel liegt knapp 5 Kilometer nordwestlich der Insel Peleliu direkt auf dem südwestlichen Außenriff von Palau.
Das etwa ein Quadratkilometer große, sternförmige und dicht bewaldete Eiland gehört zur Untergruppe der Ngeroi-Inseln, welche im Süden der Chelbacheb-Inseln (Rock Islands) liegen.

## Geschichte
Das Eigentum an Ngercheu ist Gegenstand eines langjährigen Rechtsstreits. Das High Court der Regierung des Treuhandgebiets der Pazifischen Inseln sprach die Insel ursprünglich dem Edaruchei-Clan zu, nannte jedoch nicht, welchem Zweig des Clans. Dies führte zu Ansprüchen, die erstmals 1990 von verschiedenen Dörfern Peleliu erhoben wurden. Die Parteien, die die Ansprüche geltend machen, sind Uchelmekediu Ichiro Loitang, vertreten durch Joseph Koshiba im Namen des Edaruchei-Clans von Ngerkeyukl, und Idesiar Santos Olikong im Namen des Edaruchei-Clans von Ngerdelolk. Ebenfalls relevant für den Streit ist das Gerücht, dass die Ngerkeyukl-Partei die Insel für Millionen von Dollar an Investoren verpachtet habe, wobei diese Investition vom Ausgang des Verfahrens abhängig sei.
Im Dezember 2021 erklärte ein erstinstanzliches Gericht den Edaruchei-Clan von Ngerdelolk zum Eigentümer der Insel, da Zeugenaussagen und Dokumente überzeugten, dass Rubasech Fritz, der 1958 die Klage im Namen des Edaruchei-Clans eingereicht hatte, ein Mitglied des Clans von Ngerdelolk gewesen sei. Drei Jahre später, im April 2024, hob eine Appellationsgerichtsentscheidung die Entscheidung von 2021 auf und erklärte den Edaruchei-Clan von Ngerkeyukl zum Eigentümer der Insel, nachdem Dokumentationen über auf der Insel lebende Clanmitglieder und auch Grabstätten von Vorfahren vorgelegt worden waren.

## Tourismus
Auf Ngercheu befindet sich nur das Carp Island Resort, eine speziell auf (asiatische) Touristen ausgelegte Tauchbasis mit angeschlossener Hotelanlage.